# Воейков, Алексей Алексеевич
Алексе́й Алексе́евич Вое́йков (21 апреля 1861 — после 1917) — тамбовский земский деятель, член III Государственной думы от Тамбовской губернии.

## Биография
Православный. Из старинного дворянского рода. Землевладелец Кирсановского уезда (1300 десятин), домовладелец (два дома в Тамбове).
Окончил юридический факультет Дерптского университета со степенью кандидата (1887) и поступил на службу по Министерству иностранных дел. В 1887—1902 годах занимал должности: советника, затем секретаря канцелярии Министерства иностранных дел, чиновника особых поручений при министре иностранных дел.
Занимался общественной деятельностью в родной губернии: избирался гласным Кирсановского уездного и Тамбовского губернского земств, почетным мировым судьей Кирсановского уезда. Дослужился до чина действительного статского советника (1914), состоял в придворном звании камергера (1907). Собирал старинную итальянскую живопись.
В 1907 году был избран членом III Государственной думы от Тамбовской губернии. Входил во фракцию «Союза 17 октября». Состоял членом комиссий: по направлению законодательных предположений, по запросам, бюджетной, по Наказу и по делам православной церкви.
По окончании срока полномочий Государственной думы вернулся в своё имение. В 1912 году был избран Кирсановским уездным предводителем дворянства.
Судьба после 1917 года неизвестна. Был холост.

## Награды
- Орден Святого Станислава 3-й ст.;
- Орден Святой Анны 3-й ст.;
- Орден Святого Станислава 2-й ст. (1899);
- Орден Святой Анны 2-й ст. (1904);
- Орден Святого Владимира 4-й ст. (1908).

- медаль «В память царствования императора Александра III»;
- медаль «В память коронации Императора Николая II»;
- медаль «В память 300-летия царствования дома Романовых».

Иностранные:
- прусский орден Красного орла 3-й степени (1894);
- Папский орден Святого Сильвестра, командорский крест (1896);
- гессенский орден Филиппа Великодушного, кавалерский крест 1-го класса (1896);
- бельгийский орден Леопольда I, офицерский крест (1897);
- испанский орден Изабеллы Католической, командорский крест (1897);
- сиамский орден Короны 3-й степени (1897);
- французский орден Почётного легиона, офицерский крест (1897);
- румынский орден Короны, большой офицерский крест (1898);
- бухарский орден Золотой звезды 2-й степени (1902).